# ベトナム百科事典
『ベトナム百科事典』（ベトナムひゃっかじてん、越: Từ điển bách khoa Việt Nam）は、2005年にベトナムで出版された百科事典。ベトナム政府の支援の下、全文がベトナム語で執筆された。 
同事典の編纂作業は1987年に始まり、2005年に完了した。2005年にベトナム百科事典出版社が発行した第1版は全4巻、40,000項目を収録している。項目はクオック・グー（ベトナム語アルファベット）に従って排列され、歴史から子育てまでの幅広い分野の語句が網羅されている。書籍版の出版以降、CD版、電子書籍版、無料のオンライン版も出版・公開されている。 